# Boudy
Boudy är en ort i Tjeckien.   Den ligger i regionen Södra Böhmen, i den centrala delen av landet, 80 km söder om huvudstaden Prag. Boudy ligger 480 meter över havet och antalet invånare är 175.
Terrängen runt Boudy är platt, och sluttar österut.Runt Boudy är det ganska glesbefolkat, med 22 invånare per kvadratkilometer. Närmaste större samhälle är Písek, 17,4 km sydost om Boudy. Omgivningarna runt Boudy är en mosaik av jordbruksmark och naturlig växtlighet.